# Photographisches Zenitteleskop
Das Photographische Zenitteleskop, kurz PZT, ist der genaueste Instrumententyp für astronomische Richtungs- und Zeitmessungen bei visuellen Wellenlängen. Das nur ortsfest verwendbare Instrument für Institute des Pol- und Zeitdienstes stellt eine Spezialisierung des visuellen Zenitteleskopes dar.
Wie dieses ist es ein hochpräzises, ortsfestes Messinstrument der Astrometrie zur genauestmöglichen Bestimmung von Sternörtern und eines Fundamentalsystems der Himmelskoordinaten, der astronomischen Breite und der Sternzeit – also
der genauen Lotrichtung der Sternwarte und ihrer zeitlichen Änderungen, was im globalen Verbund und mit Methoden der Satellitengeodäsie zum Monitoring der Erdrotation und Polbewegung beiträgt.
Mit dem PZT werden fotografische Aufnahmen von zenitnahen Sternfeldern durchgeführt – als Durchstoßpunkt der Vertikalen durch die Himmelskugel – und zur präzisen Messung von Sternörtern verwendet.
Zwischen den einzelnen Aufnahmen, die nach Ausgleichung Genauigkeiten bis zu einigen 0,01″ erreichen können, wird meist eine Drehung um 180° (eventuell auch 4×90°) durchgeführt. Dadurch wird die genaue Lage der Achse unter den fotografierten Sternen feststellbar. Die in den Bildern gemessenen Bildkoordinaten werden durch spezielle astrometrische Transformationen in das Inertialsystem der Sternkoordinaten übergeführt. Der Bildmittelpunkt entspricht dann den Himmelskoordinaten des Zenits.
Die Abkürzung PZT wird in der Astronomie und Geodäsie wesentlich häufiger verwendet als die lange Bezeichnung. Sie hebt die Instrumente auch von den Zenitkameras (abgek. ZK oder ZC) ab, die nicht länglich, sondern wesentlich kompakter gebaut sind und inzwischen statt fotografisch großteils mit neueren Sensoren wie CCDs arbeiten.

## Beispiele
Das Zentralinstitut für Physik der Erde und die Sternwarte Ondřejov setzten von 1980 bis 1990 das PZT 2, ein vom VEB Carl Zeiss Jena entwickeltes und gebautes PZT mit einer Öffnung von 250 mm, zur Breitenbestimmung ein. Auch jahreszeitliche Schwankungen der Erdbewegung wurden festgestellt.
Das United States Naval Observatory verwendet ein PZT zur Bestimmung der Universal Time.